# Legionäre Christi
Die Legionäre Christi (offiziell Kongregation der Legionäre Christi, Ordenskürzel LC) sind eine römisch-katholische Kongregation päpstlichen Rechts von Priestern und Ordensbrüdern, die 1941 von dem Seminaristen Marcial Maciel (1920–2008) in Mexiko gegründet und bis 2004 von ihm geleitet wurde. Seit den 1940er Jahren kam es zu zahlreichen Fällen sexuellen Missbrauchs durch den Ordensgründer. Marcial Maciel wurde fast bis zu seinem Lebensende vom Vatikan protegiert. Die Ordensgemeinschaft gilt als „erzkonservativ“ und mit einem 2016 geschätzten Vermögen von 43,6 Milliarden US-Dollar als einer der reichsten Orden überhaupt. Wie die ebenfalls von Maciel gegründete Laienorganisation Regnum Christi arbeiten die Legionäre Christi in der Kinder-, Jugend- und Familienseelsorge sowie im katholischen Bildungswesen, der Orden betreibt Schulen, Universitäten, Knaben- und Priesterseminare.

## Verbreitung
Die Legionäre Christi sind 21 Ländern vertreten (Stand 2020): Argentinien, Brasilien, Chile, Deutschland, Ecuador, El Salvador, Frankreich, Irland, Israel, Italien, Kanada, Kolumbien, Mexiko, Österreich, Philippinen, Polen, Spanien, Südkorea, Ungarn, Venezuela und die USA.
Laut päpstlichem Jahrbuch 2006 gehörten der Gemeinschaft 1917 Mitglieder an, davon 642 Priester. 2012 zählte die Kongregation weltweit noch etwa 400 Priester und 2200 Seminaristen, wobei auch die Kinder mitgezählt wurden, die die Knabenseminare des Ordens besuchen. Der durch den Skandal um den Gründer seit 2009 verursachte Mitgliederrückgang soll mittlerweile wieder aufgefangen sein. Ende 2020 waren es noch 1432 Mitglieder: 4 Bischöfe (wie im Vorjahr), 975 Priester (5 mehr als im Vorjahr), 357 Ordensleute in Ausbildung (33 weniger als im Vorjahr) und 96 Novizen (5 mehr als im Vorjahr). Der Rückgang gegenüber dem Vorjahr betrug insgesamt 2 Prozent.

## Selbstdarstellung
Der Grundgedanke der Legion ist es, eine „geistliche Miliz“ zu bilden (Legionär, Soldat einer römischen Legion). Mit militärischer Disziplin und Einheit sollen die Legionäre ihren Dienst an Kirche und Papst verrichten.
Der Orden nennt sechs Pfeiler seines spirituellen Profils:
- Christozentrische Spiritualität: Jeder Legionär soll Jesus Christus in einer persönlichen und leidenschaftlichen Weise lieben, sich nach seinem Vorbild prägen lassen und ihn predigen.
- Kindliche Liebe zu Maria: Maria ist für den Legionär die Mutter der Kirche; daher kommt seine geistliche Berufung auch durch Maria zustande. Wie Maria soll auch der Legionär im Erlösungsplan Christi gehorsam mitwirken.
- Liebe zur Kirche: Die Legionäre „versuchen […] die Kirche so anzunehmen und ihr zu dienen, wie sie ist und wie Christus sie gewollt hat“.[7] Sie ist nach katholischer Auffassung ein von Christus eingesetztes Werk, durch das sein Heilsplan fortgesetzt wird, bis er wiederkommt.
- Treue zum Papst und den mit ihm vereinten Bischöfen: Der Primat Petri und die Unfehlbarkeit des Lehramtes sind für die Legion prägende Charakteristika. Der Legionär will dem Papst vor allem durch Bildungsarbeit, Familienapostolat, karitative Werke und Medienarbeit dienen.
- Das Reich Christi verkündigen: Die Legion strebt danach, die Menschheit in das von Christus verheißene Reich der Liebe und Gerechtigkeit zu verwandeln, nach dem Ideal des neuen Menschen in Christus.
- Einander lieben, wie Christus uns geliebt hat: Legionäre streben danach, allen Menschen dienlich zu sein. Ihr apostolisches Wirken soll unabhängig von Sprache, Rasse, Geschlecht, Kulturkreis oder gesellschaftlicher Stellung ausgeführt werden.

## Geschichte

### Ordensrechtliche Anerkennung
Im Jahr 1965 erhielt die Gemeinschaft das Decretum laudis durch Papst Paul VI., 1983 die unbefristete Anerkennung als Kongregation päpstlichen Rechts.

### Privatgelübde
Die Legionäre legen die in der katholischen Kirche üblichen drei Gelübde der Armut, der Keuschheit und des Gehorsams ab. Bis 2007 legten sie zusätzlich zwei Privatgelübde ab: Im „Gelübde der Nächstenliebe“ verpflichteten sie sich, jede Kritik an den Oberen zu unterlassen und ihren Oberen über Verstöße anderer gegen dieses Verbot zu informieren. Im „Gelübde der Demut“ versprachen sie, niemals für sich oder andere Amtswürden anzustreben.
Das „Gelübde der Nächstenliebe“ bedeutete insbesondere eine Schweigeverpflichtung der Ordensmitglieder nach außen. Es hatte den Zweck, dass nichts Negatives über den Orden nach außen dringen sollte. 1956 visitierte Anastasio Alberto Ballestrero, der damalige Generalobere der Unbeschuhten Karmeliten, die Legionäre Christi und wurde bei seiner Arbeit durch das Schweigegebot behindert. Er forderte deshalb die Abschaffung des „Schweigegelübdes“, was allerdings folgenlos blieb. Papst Johannes Paul II. lobte das Gelübde der Geheimhaltung bei einer Audienz für den Orden im Januar 2001, als er sagte: „Ihr wolltet die Herausforderung des Evangeliums in Angriff nehmen, indem ihr die besondere Betonung auf die brüderliche Herzlichkeit eurer zwischenmenschlichen Beziehungen legt und den Geist der Nächstenliebe in euren Gedanken und Werken pflegt. Dabei seht ihr schweigend über die Fehler der anderen hinweg und stellt vielmehr deren positive und nützliche Taten heraus. Möge euch der Herr diese Geisteshaltung bewahren […]“. Erst im Dezember 2007 schaffte Papst Benedikt XVI. beide Privatgelübde ab und entband die Mitglieder von ihren Versprechen.

## Organisation

### Generaldirektor
Der Orden wird von einem Generaldirektor geleitet, der von einem Generalrat unterstützt wird. Generaldirektor und Generalrat werden vom Generalkapitel gewählt und bilden zusammen die Generaldirektion.
Der erste Generaldirektor war der Ordensgründer Marcial Maciel. Als sein Nachfolger war Álvaro Corcuera LC von 2005 bis 2014 Generaldirektor. Aufgrund eines Dekrets von Papst Benedikt XVI. leitete der Kurienerzbischof Velasio De Paolis CS als päpstlicher Delegat die Reformierung des Ordens von 2010 bis 2014. Der Laienzweig des Ordens, das Regnum Christi, wurde ebenfalls im päpstlichen Auftrag reformiert.
Von 2014 bis 2020 leitete Eduardo Robles-Gil die Ordensgemeinschaft. Papst Franziskus ernannte im Juli 2014 Gianfranco Ghirlanda SJ zum päpstlichen Berater, der als Nachfolger von Álvaro Corcuera die Ordensgemeinschaft in den nächsten vier Jahren auf ihrem Weg der Erneuerung unterstützen sollte.
Am 6. Februar 2020 wurde der US-Amerikaner John Connor (* 1969) vom Generalkapitel zum neuen Generaldirektor gewählt. Er hatte zuvor die Ordensprovinz Nordamerika geleitet und ist der erste Generaldirektor, der nicht Mexikaner ist.

### Ordensprovinzen
Im Jahr 2021 gab es neun Ordensprovinzen. Diese werden bei den Legionären Christi „Territorien“ genannt, entsprechend sind die Provinziale (Leiter der Ordensprovinzen) „Territorialdirektoren“.
Die Ordensprovinz Mittel- und Westeuropa entstand im Jahr 2011 durch Zusammenlegung zweier Ordensprovinzen. Die vormalige Ordensprovinz Mitteleuropa mit Deutschland, Polen, Ungarn, Österreich, der Slowakei und den Niederlanden war im Jahr 2007 gegründet worden. Zur vormaligen Ordensprovinz Westeuropa gehörten Irland, Frankreich, Belgien sowie die Schweiz. Der Sitz der gemeinsamen Ordensprovinz liegt in Düsseldorf. Andreas Schöggl wurde am 15. April 2012 als Nachfolger von Sylvester Heereman Ordensprovinzial für Mittel- und Westeuropa. Am 1. August 2018 wurde Valentin Gögele Ordensprovinzial für Mittel- und Westeuropa.

### Regnum Christi
Eng verbunden mit den Legionären Christi ist die ebenfalls von Marcial Maciel gegründete Apostolatsbewegung Regnum Christi. Im November 2004 wurden die Statuten des Regnum Christi von Papst Johannes Paul II. approbiert. Zum Regnum Christi zählten Ende 2020 weltweit 22.909 Laienmitglieder, 10.468 Mädchen und Jungen in der Jugendorganisation ECYD sowie 511 „gottgeweihte Frauen“ und 56 „gottgeweihte Männer“.
Die gottgeweihten Frauen und die gottgeweihten Männer des Regnum Christi sind seit dem 27. November 2018 jeweils als eine eigene Gesellschaft apostolischen Lebens kirchlich anerkannt und haben eigene Statuten. Gottgeweihte Frauen und Männer wirken in Europa (Deutschland, Frankreich, Großbritannien, Irland, Italien, Polen, Schweiz, Slowakei, Spanien, Tschechien, Ungarn), Nordamerika (USA, Kanada, Mexiko, El Salvador), Südamerika (Argentinien, Brasilien, Chile, Kolumbien, Venezuela) sowie in Australien und Neuseeland.

### Regnum-Christi-Föderation
Seit dem 15. September 2019 bilden die Kongregation der Legionäre Christi und die Mitglieder des Regnum Christi (Laien, gottgeweihte Frauen, gottgeweihte Männer) zusammen die „Regnum-Christi-Föderation“. Im Internet haben sie eine gemeinsame Website mit dem Titel „Regnum Christi“ und dem Untertitel „Legionäre Christi“.

## Legionäre Christi in Deutschland
In Deutschland betreiben die Legionäre Christi heute ein Noviziat in Altötting-Alzgern (die Apostolische Schule in Bad Münstereifel wurde 2024 geschlossen). Ihre seit 2004 bestehende deutsche Niederlassung hat ihren Sitz in Düsseldorf.
Der Orden ist in Deutschland seit 1988 ansässig, als der irische Pater Eamon Kelly von Karl Braun, dem damaligen Bischof von Eichstätt, aufgenommen wurde und von Ingolstadt aus Kontakte knüpfte. Im Januar 1991 wurde das deutsche Noviziat gegründet, zunächst mit Sitz in Rom. Das Noviziat zog im selben Jahr in ein ehemaliges Erholungsheim der Caritas Essen in Roetgen in der Eifel ein. 1995 wurde es aus Platzgründen in ein ehemaliges Mädcheninternat der Ursulinen in Bad Münstereifel verlegt. Im Jahr 2000 wurde das erste aus Deutschland stammende Ordensmitglied zum Priester geweiht.
Zum Schuljahr 2008/2009 wurde mit der Genehmigung des Erzbistums Köln, der Bezirksregierung Köln und des Landesjugendamtes Köln am Standort in Bad Münstereifel eine von weltweit neun Apostolischen Schulen eröffnet. Die Schule war gemäß §§ 116, 118 Abs. 2, Abs. 4 Schulgesetz NRW als allgemeinbildende Ergänzungsschule anerkannt und wurde am 1. Februar 2009 durch Weihbischof Heiner Koch eingesegnet. Die Schule sah sich in der Tradition der Knabenseminare. Sie wurde 2021 von mehr als 30 Jungen im Alter zwischen 13 und 19 Jahren besucht (7. bis 13. Klasse). Die Jungen konnten während der Schulzeit überprüfen, ob sie einer Berufung zum Priesterberuf folgen oder nach dem Abitur einen anderen Weg einschlagen wollen.
Das Wachstum der Apostolischen Schule in Bad Münstereifel führte erneut zu Platzmangel und hatte zur Folge, dass das Noviziat im Jahr 2014 von Bad Münstereifel in das bayerische Alzgern umzog.
Im März 2024 teilten die Legionäre Christi mit, die Schule zum Ende des Schuljahres 2023/24 zu schließen. Als Gründe wurden Personalmangel und finanzielle Schwierigkeiten genannt. Hinzu kam die spezielle Ausrichtung der Schule, die es Jugendlichen bzw. jungen Männern ermöglichen sollte, ihre mögliche Berufung zum Priester bzw. Ordensmann bis zum Abitur zu prüfen um dann in ein Priesterseminar oder einen Orden einzutreten. Durch die gesellschaftlichen Veränderungen der letzten Jahrzehnte erfolge diese Entscheidung aber immer häufiger erst in späteren Lebensjahre, sodass man sich diesen veränderten Bedingungen anpassen und junge Männer nicht mehr ausschließlich im Schulalter begleiten wolle.

## Skandale und Kritik
Kritik am Orden der Legionäre Christi wurde aus unterschiedlichen Richtungen geäußert, sowohl innerhalb als auch außerhalb der katholischen Kirche, und erreichte 2010 in den Medien, nach dem Abschluss der päpstlichen Visitation (siehe unten), einen vorläufigen Höhepunkt. Die Skandale um den Gründer und seinen Orden erregten weltweit Aufsehen. Dabei ging es nicht nur um eine innerkirchliche Problematik, sondern auch um Einfluss auf die Gesellschaft und Streben nach weltlicher Macht. Die Kongregation wurde mit Finanzaktivitäten auffällig und pflegte politische Kontakte. Bis heute unterhält sie Universitäten (siehe Red de Universidades Anáhuac) und Schulen.

### Verfehlungen des Ordensgründers Marcial Maciel

#### Sexueller Missbrauch
Schon 1943, zwei Jahre nach der Gründung des Ordens, lagen dem Vatikan erste Dokumente über sexuellen Missbrauch durch Maciel vor. Dies sagte Kardinal João Braz de Aviz, Präfekt der Ordenskongregation, allerdings erst im Jahr 2018. Die Vorwürfe seien damals vertuscht worden – von einer „Mafia“, so Aviz. In den Jahren 1956 bis 1959 wurde erstmals gegen Maciel wegen mutmaßlichem sexuellen Missbrauch ermittelt, damals im Auftrag von Kardinal Alfredo Ottaviani. Maciel war in dieser Zeit als Generaloberer der Legionäre Christi suspendiert. Die Opfer des Missbrauchs waren minderjährige Jungen an den Apostolischen Schulen (Knabenseminaren) des Ordens. Im Jahr 1997 berichteten acht Männer in den Vereinigten Staaten und Mexiko, sie seien als Minderjährige von Maciel in Italien und Spanien missbraucht worden; hinzu kam die Aussage eines Mannes, der 1995 in Anwesenheit mehrerer Zeugen eine Erklärung auf dem Sterbebett diktiert hatte. Die Vorwürfe der neun Männer bezogen sich auf die 1940er bis 1960er Jahre. Alle sagten außerdem, Maciel sei abhängig von Schmerzmitteln gewesen. Die Vorwürfe bestätigten sich nach und nach. 
1999 begann Kardinal Josef Ratzinger als Präfekt der Glaubenskongregation eine kanonische Untersuchung. Diese wurde 2002 nicht zu Ende geführt. Nach Aussagen des Journalisten Jason Berry übte Kardinal Angelo Sodano Druck auf Kardinal Ratzinger aus, diese Untersuchungen einzustellen. Sodano sei ein langjähriger Nutznießer von Geld und Gefälligkeiten durch Maciel gewesen. Sodano habe zudem die Legionäre Christi weiterhin gelobt, als er bereits wusste, dass Maciel mehrere Kinder hatte. 
Kurz vor dem Tod Johannes Pauls II. eröffnete Kardinal Ratzinger im Januar 2005 eine erneute Untersuchung, nachdem dem Vatikan neue Vorwürfe bekannt geworden waren. Das Verfahren leitete der Chefankläger der Glaubenskongregation, Monsignore Charles Scicluna. Er führte in Mexiko Befragungen von ca. 20 Personen durch, darunter einige (mutmaßliche) Opfer Maciels. Die Kongregation für die Glaubenslehre verzichtete im Jahr 2006 aufgrund des hohen Alters Maciels auf ein Verfahren und bat den Pater, ein zurückgezogenes Leben des Gebets und der Buße ohne jeglichen öffentlichen pastoralen Dienst zu führen. 
Maciel starb am 30. Januar 2008.
Im Jahr 2010 bestätigte der Orden den Vorwurf, dass Maciel Jungen an Knabenseminaren missbraucht hatte, und bedauerte das Verhalten des Gründers. Maciel wurde außerdem vorgeworfen, den missbrauchten Jungen in der Beichte die Absolution für gemeinsam begangene sexuelle Handlungen erteilt zu haben, was ein Exkommunikationstatbestand wäre. Heute gilt im Orden die Regel, dass die direkten Oberen nicht zugleich die geistlichen Begleiter oder die Beichtväter ihrer Untergebenen sein dürfen.

#### Doppelleben mit Frauen und Kindern
Marcial Maciel feierte sein 60. Priesterjubiläum in Rom an der Seite von Papst Johannes Paul II. Weil er sich unangreifbar fühlte, zeigte er sich dort mit einer seiner Geliebten und seiner 18-jährigen Tochter. Es handelte sich um eine Frau in Spanien. Im nächsten Jahr war außerdem von zwei Frauen in Mexiko mit drei weiteren Kindern Maciels die Rede. Laut der Zeitung El Mundo hatte Maciel eine weitere geheime Familie in der Schweiz.
Ein leiblicher Sohn Maciels erhob 2010 gegen seinen Vater den Vorwurf des inzestuösen sexuellen Kindesmissbrauchs. Die erste Missbrauchshandlung soll ein Vergewaltigungsversuch im Alter von 7 Jahren gewesen sein. Sein Halbbruder, ein Adoptivsohn Maciels aus einer früheren Beziehung der Mutter, erhob gegen Maciel ebenfalls den Vorwurf des sexuellen Missbrauchs.

#### Plagiat
Maciels Buch El salterio de mis días (Psalter meiner Tage), das in der Geschichte der Gemeinschaft und der spirituellen Formation der Legionäre eine wichtige Rolle gespielt hatte, stellte sich 2009 als Plagiat heraus.

### Sexueller Missbrauch durch weitere Ordensmitglieder
Das Erzbistum Freiburg entließ im August 2010 einen Ordensgeistlichen der Legionäre Christi, der im Erzbistum als Pfarrvikar tätig gewesen war, wegen Vorwürfen des sexuellen Missbrauchs. Ermittlungen der Staatsanwaltschaft in Irland gegen den Mann hatten dazu geführt, dass auch in Deutschland gegen ihn ermittelt wurde.
Die Ordensgemeinschaft räumte 2012 ein, mehrere wegen Missbrauchs von Minderjährigen und anderer Vergehen verdächtige Priester dem Vatikan gemeldet zu haben. Insgesamt seien der Kongregation für die Glaubenslehre neun Fälle gemeldet worden. In sieben Fällen erhärteten erste Untersuchungen den Verdacht, dass Missbrauch stattgefunden hatte.
Im Dezember 2018 wurde der wegen sexuellen Missbrauchs vorbestrafte irische Priester John O’Reilly LC aus Chile ausgewiesen; das chilenische Parlament hatte ihm zuvor die ehrenhalber verliehene Staatsbürgerschaft entzogen.
Im Dezember 2019 veröffentlichte der Orden eine interne Untersuchung, in der er den Missbrauch von 175 Minderjährigen – zumeist Jungen im Alter zwischen elf und 16 Jahren – durch 33 seiner Priester seit der Gründung 1941 zugab. Es sei damit zu rechnen, dass weitere Taten ans Licht kommen würden. Mindestens 60 der Kinder und Jugendlichen seien von Marcial Maciel missbraucht worden. 14 der Täter seien selbst früher innerhalb der Glaubensgemeinschaft missbraucht worden. Damit seien „Missbrauchsketten“ aufgedeckt worden – frühere Opfer waren selbst zu Tätern geworden. Für 45 Betroffene sei ein Prozess zur „Wiedergutmachung und Versöhnung“ eingeleitet worden, der auch auf die restlichen Opfer ausgeweitet werden solle.
Im März 2021 korrigierte der Orden die Zahl der Missbrauchstäter aufgrund genauerer Untersuchungen auf 27 und die Zahl der minderjährigen Missbrauchsopfer auf 170. 27 Priester entsprechen zwei Prozent der 1380 Ordensmitglieder, die in der Geschichte der Kongregation zum Priester geweiht wurden. Von den 27 Tätern seien 23 noch am Leben. Von diesen seien 16 weiterhin Mitglieder des Ordens (einer von ihnen sei aber kein Priester mehr). Die anderen sieben noch lebenden Täter hätten den Orden verlassen (und nur einer von diesen sei noch Priester). Die Beschuldigungen gegen die 27 Priester beziehen sich auf Missbrauchstaten in folgenden Ländern: Mexiko (17 Beschuldigte), USA (8), Spanien (6), Brasilien (4), Italien (2), Chile (2) sowie die „Anden-Region“ Kolumbien und Venezuela (2); bei einigen Priestern stammten Beschuldigungen aus zwei oder mehr Ländern.
Im Januar 2020 wurde der in Mexiko vermutete Priester Vladimir Reséndiz Gutiérrez LC in Italien rechtskräftig zu einer Haftstrafe von 6½ Jahren verurteilt. Im Februar 2020 wurde gemeldet, dass vier Priester der Legionäre unter dem Verdacht standen, die italienische Justiz behindert und die Familie eines Opfers sexuellen Missbrauchs erpresst zu haben.

### Mangelnde Freiheit der Mitglieder und sektenartige Merkmale des Ordens
Erzbischof João Braz de Aviz, Pro-Präfekt der Kongregation für die Ordensleute, sagte im Juli 2011, er habe als Bischof in den Strukturen der Legionäre Christi einen Mangel an Vertrauen in die persönliche Freiheit wahrgenommen und deshalb seine Seminaristen aus den Ausbildungsstellen der Legionäre herausgenommen. Die Kritik von mehreren Buchautoren und von ehemaligen Mitgliedern der Kongregation beziehungsweise von Regnum Christi ging darüber hinaus: Sie sprachen von sektenartigen Strukturen und manipulativen Vorgehensweisen. Den Mitgliedern wurde demnach nahegelegt, die Ordensleute seien die wahren Vertreter der Wahrheit der katholischen Kirche und Kritik von außen – auch innerkirchliche Kritik – unterstreiche dies nur. Die Mitglieder seien mit psychologischen Methoden manipuliert worden, wie sie in Sekten Verwendung finden. Im Jahr 2011 äußerten Geistliche aus dem Bistum Passau Bedenken gegen den Plan der Legionäre Christi, ihr Noviziat nach Neuötting zu verlegen.

### Problematische Rekrutierung von Kindern und Jugendlichen
Ein engagierter Katholik, den die Legionäre Christi in den 1990er Jahren dafür gewinnen wollten, eine Jugendgruppe in München zu leiten, berichtete später, es habe damals merkwürdige Regeln gegeben. Man habe ihm erklärt, dass die Jugendlichen beim Eintritt in die Jugendgruppe nicht älter als zwölf Jahre alt sein sollten, weil sie dann leichter zu beeinflussen seien; und der religiöse Hintergrund der Legionäre solle nach außen nicht erkennbar sein. Als er ablehnte, sei er als „Verräter“ beschimpft worden.
Ein 2014 veröffentlichter Bericht des UN-Ausschusses für die Rechte des Kindes kritisierte, bei einigen katholischen Organisationen würden Jugendliche nach der Rekrutierung immer weiter von ihren Familien entfremdet und von der Außenwelt isoliert. Der Bericht nannte konkret die Legionäre Christi als einziges Beispiel.

### Finanzierung und gesellschaftliche Einflussnahme
Die Legionäre Christi gehören zu den reichsten katholischen Gemeinschaften weltweit. Sie hatten nach Berichten aus 2010 ein Vermögen von 25 Milliarden Euro, im Jahr 2016 betrug das Vermögen laut der Tageszeitung El País 43,6 Milliarden US-Dollar. Im Januar 2006 schätzte das Wall Street Journal das jährliche Budget auf 650 Millionen Dollar. Die Legionäre Christi wurden in Lateinamerika scherzhaft „Millionäre Christi“ genannt.
Der Orden wurde als fundamentalistisch beschrieben, er strebe verdeckt nach politischer Macht und gesellschaftlicher Einflussnahme. Er hatte ein weit verzweigtes Netz von Kontakten zu politischen und gesellschaftlichen Repräsentanten. Der Gründer des Ordens vollzog die Trauung von Carlos Slim Helu, einem der reichsten und einflussreichsten Männer der Welt.
Durch Geldgeschenke an Papst Johannes Paul II. und dessen damaligen Sekretär in Polen, Stanisław Dziwisz, unterstützte der Ordensgründer die politische Wende in Polen.

## Maßnahmen zur Kontrolle der Kongregation

### Verbot in einigen nordamerikanischen Bistümern
Im Oktober 2004 verbot der Erzbischof von Saint Paul und Minneapolis, Minnesota, Harry J. Flynn, sowohl den Legionären Christi als auch der mit ihnen affiliierten Laienorganisation Regnum Christi jegliche Aktivität in der Erzdiözese. Er begründete diesen Schritt damit, dass die Legionäre eine Parallel-Kirche aufbauen und somit Gläubige von ihren lokalen Gemeinden entfernen würden. Insgesamt wurde den Legionären in sieben nordamerikanischen (Erz-)Diözesen jegliche Aktivität untersagt: Erzdiözese St. Paul-Minneapolis (Minnesota), Erzdiözese Los Angeles (Kalifornien), Baton Rouge (Louisiana), Richmond (Virginia), Fort Wayne-South Bend (Indiana), Columbus (Ohio), Erzdiözese Miami (Florida). In der Erzdiözese Baltimore (Maryland) standen ihre Aktivitäten unter Beobachtung.

### Apostolische Visitation (2009–2010)
Mit Dekret vom 10. März 2009, unterzeichnet von Kardinalstaatssekretär Tarcisio Bertone, ordnete Papst Benedikt XVI. eine außerordentliche Apostolische Visitation an, um die Missstände bei den Legionären Christi zu untersuchen. Die Visitation wurde von fünf Bischöfen ausgeführt: den Erzbischöfen Charles Chaput (Denver), Ricardo Ezzati (Concepción), Ricardo Blázquez (Valladolid) und den Bischöfen Ricardo Watty Urquidi (Tepic) und Giuseppe Versaldi (Alessandria). Sie berichteten am 30. April 2010 in Rom Kardinal Bertone.
Papst Benedikt XVI. äußerte in seiner Erklärung vom 1. Mai 2010 zum Abschluss der Apostolischen Visitation deutliche Kritik an der Kongregation.
- Zum Gründer Maciel schrieb der Papst: „Das extrem schwerwiegende und objektiv unmoralische Verhalten von P. Maciel, das durch unumstößliche Beweise bestätigt worden ist, besteht bisweilen in wirklichen Straftaten und offenbart ein skrupelloses Leben ohne echten religiösen Sinn.“
- Die Legionäre müssen sich nach seinen Worten auf einen „Weg der Reinigung“ begeben, und der Aufbau der Kongregation muss neu überdacht werden. Der Gründer habe ein Machtsystem installiert, das reformiert werden muss: „Dieser [Weg] bedeutet auch eine aufrichtige Auseinandersetzung mit denen, die innerhalb und außerhalb der Legion zu Opfern von sexuellem Missbrauch und des vom Gründer in Gang gebrachten Machtsystems geworden sind […]“ Er fordert die Verantwortlichen der Kongregation auf, ihre Autoritätausübung zu überprüfen und künftig das Gewissen des Einzelnen zu achten.
- Die Radikalität der Legionäre wird vom Papst ebenfalls kritisiert: Das missionarische Tun der Kirche dürfe nicht damit gleichgesetzt werden, „um jeden Preis effiziente Ergebnisse zu erreichen“.

Als Konsequenz der Visitation wurde am 16. Juni 2010 der spätere Kardinal Velasio De Paolis CS, Professor für Kirchenrecht und renommierter Ordensrechtler, zum päpstlichen Delegaten für eine umfassende Neuordnung der Ordensgemeinschaft der Legionäre Christi ernannt. Diese Maßnahme ist – außer einer Auflösung der Kongregation – die massivste Maßnahme, die der Papst nach der Visitation verhängen konnte. Damit oblag die Leitung der Kongregation auf unbestimmte Zeit nicht mehr den Mitgliedern des Ordens, sondern dem Delegaten, der unmittelbar im Auftrag des Papstes handelte. Die Neuordnung betraf sowohl die Leitungsstrukturen der Kongregation als auch die örtlichen Niederlassungen.
Über ein Jahr nach Einleitung der Reformmaßnahmen kritisierte Kardinal De Paolis (Juli 2011), es gebe Dissidenten im Orden: „Unter ‚Dissidenten‘ verstehe er Mitglieder, die nicht bereit seien, sich den Leitungsstrukturen des Ordens zu unterwerfen, sondern sich selber als die ‚Herren der Spiritualität und der Lehre‘ aufspielen würden, führte der Kardinal dazu aus. Das führe zu Spaltungen und dazu, dass vor allem junge Mitglieder den Orden verließen, sagte der Kardinal.“

### Verbot der Verehrung des Gründers Maciel (2010)
Im Dezember 2010 gaben die Legionäre Christi bekannt, dass die Verehrung ihres Gründers in ihren Einrichtungen beendet werden solle. In den Niederlassungen wurden Fotografien Maciels nun nicht mehr geduldet, seinen Schriften nicht mehr verkauft. Geburtstag, Taufe, Namenstag und Priesterweihe Maciels waren keine Festtage mehr. In Veröffentlichungen des Ordens sollte er „Pater Maciel“ genannt oder als „Gründer der Legionäre Christi und des Regnum Christi“ umschrieben werden, eine besondere Ehrerbietung für ihn sollte nicht mehr ausgedrückt werden.

### Außerordentliches Generalkapitel (2014)
Papst Benedikt XVI. benannte bereits bei der Ernennung des Päpstlichen Delegaten im Juni 2010 die Revision der Konstitutionen und die Durchführung eines Außerordentlichen Generalkapitels als wesentliche Schritte des Erneuerungsprozesses.
Am 4. Oktober berief der Päpstliche Delegat für die Legionäre Christi und das Regnum Christi, Kardinal Velasio De Paolis, ein Außerordentliches Generalkapitel ein.
Das Generalkapitel fand am Sitz der Ordensleitung in Rom statt und nahm am 8. Januar 2014 seine Arbeit auf. Es repräsentierte die gesamte Ordensgemeinschaft als „ein wirkliches Zeichen ihrer Einheit in Liebe“ (c. 631 § 1 CIC). Die beiden Hauptziele bestanden darin, eine neue Ordensleitung zu wählen und die Revision der Konstitutionen abzuschließen. Aus diesem Grunde war eine größere Repräsentativität der gewählten Mitglieder vorgesehen. Im Brief wurden die daraus resultierenden besonderen Wahlmodalitäten der Delegierten dargelegt. Wie im Kirchenrecht vorgesehen, konnten nicht nur die Territorien und die örtlichen Gemeinschaften, „sondern auch alle einzelnen Mitglieder ihre Wünsche und Vorschläge dem Generalkapitel frei zuleiten“ (c. 631 § 3 CIC). Nach Abschluss der Revision der Konstitutionen durch das Generalkapitel wurden diese Papst Franziskus zur endgültigen Approbation vorgelegt und angenommen.

## Bekannte Einrichtungen des Ordens
- Römische Universität Athenaeum Regina Apostolorum
- Universidad Anáhuac
- Università Europea di Roma
- Basilika Unserer Lieben Frau von Guadalupe (Rom)

## Verhältnis zur Nachrichtenagentur Zenit
Nach der Gründung der Nachrichtenagentur Zenit im Jahr 1997 kontrollierten die Legionäre Christi die Texte der Agentur und unterstützten die Agentur mit Spenden. Im Jahr 2011 berichtete eine ehemalige Zenit-Mitarbeiterin, die kurz zuvor gekündigt hatte, die Redaktion sei „kontrolliert und zensiert“ worden, man habe „auf Linie“ schreiben müssen. Die Leitungsstrukturen der Nachrichtenagentur seien undurchsichtig gewesen.

## Filme
- Dokumentation zu Marciel Macel, englischsprachig mit spanischen Untertiteln, 7 Min., abgerufen am 29. Januar 2022
- Dokumentarfilm „Verteidiger des Glaubens“, Regisseur Christoph Röhl, Kinostart Deutschland Herbst 2019, abgerufen am 29. Januar 2022
- Peter Baranowski: Die Temperatur des Willens. Dokumentarfilm, Deutschland 2017, 99 Minuten. Regie: Peter Baranowski, Passanten Filmproduktion. Kinostart: 7. Juni 2018.[68]
- Zita Erffa: The Best Thing You Can Do with Your Life. Dokumentarfilm, Deutschland/Mexiko 2018, 93 Minuten. Regie: Zita Erffa, Kamera: Bruno Santamaría, Produktion: Petruvski Films in Koproduktion mit Ojo de Vaca und der Hochschule für Fernsehen und Film München, unterstützt vom Centro de Capacitación Cinematográfica Mexiko. Premiere: Berlinale 2018. Kinostart Mexiko: 9. November 2019.[69]